# 桃山町調月
桃山町調月（ももやまちょうつかつき）は、和歌山県紀の川市の町丁。2011年3月末現在の人口は1,655人。郵便番号は649-6112。本項ではかつて同区域に存在した那賀郡調月村（つかつきむら）についても記す。

## 地理
紀の川市の南西部、貴志川の右岸にあたる。東で桃山町市場・桃山町最上、西で貴志川町丸栖・貴志川町前田・貴志川町北・貴志川町岸小野および岩出市山崎、北で岩出市高塚・岡田に接する。北端で紀の川と貴志川の分流点に、南端で山田ダムに接する南北に細長い区域にあたる。北部を和歌山県道130号桃山丸栖線、中部を国道424号、南部を和歌山県道129号垣内貴志川線が横断する。また、北部で貴志川から柘榴川が分流する。

### 河川
- 紀の川
- 貴志川
- 柘榴川
- 山田川
- 野田原川

## 歴史
- 幕末 - 那賀郡調月村が存在。「旧高旧領取調帳」の記載によると高野山領。
- 明治2年（1869年）8月 - 堺県の管轄となる。
- 明治3年4月27日（1870年5月27日） - 五條県の管轄となる。
- 明治4年11月1日（1871年12月12日） - 和歌山県の管轄となる。
- 1889年（明治22年）4月1日 - 町村制の施行により、近世以来の調月村が単独で自治体を形成。
- 1956年（昭和31年）8月1日 - 調月村が安楽川町・奥安楽川村と合併して桃山町が発足。同町の大字となる。
- 2005年（平成17年）11月7日 - 桃山町が打田町・粉河町・那賀町・貴志川町と合併して紀の川市が発足。同市桃山町調月となる。

## 交通

### バス
紀の川コミュニティバス
- （和歌山バス那賀に委託）
  - 貴志川支所 - 貴志川高校前 - 長山団地 - スポレクセンター前 - 岩出市役所 - 岩出駅 - 下井阪駅東 - 紀の川市役所前 - 打田駅西 - 那賀病院 - 桃山支所 - 調月小学校前 - 貴志駅下 - 貴志川支所

紀の川市地域巡回バス
- 細野貴志川コース
  - 那賀病院 - 下井阪駅東 - 桃山支所 - きらめきセンター - 貴志川支所 - 貴志駅下 - 山田ダム - 垣内

### 道路
- 国道424号
- 和歌山県道129号垣内貴志川線
- 和歌山県道130号桃山丸栖線

## 施設
- 紀の川市立調月小学校
- 調月簡易郵便局
- 那賀消防組合南消防署
- 和歌山県農林水産総合技術センター
- 那賀スポーツレクリエーションセンター
- 衛生環境整備組合衛生センター
- 山田ダム
- 大歳神社
- 教了寺
- 日前寺